# Desetina
Desetina je najmanja formacijska borbena postrojba. Ovisno o namjeni i osnovnom naoružanju, može biti streljačka, puškostrojnička, izvidnička, minobacačka, protuzrakoplovna i dr. Najčešće je u sastavu voda. Jačina desetine kreće se od 3 do 15 vojnika i dočasnika. Prema NATO-voj formacijskoj razdiobi desetina se sastoji od 2 do 3 skupine.